# Powellisetia varicosa
Powellisetia varicosa is een slakkensoort uit de familie van de Rissoidae. De wetenschappelijke naam van de soort is voor het eerst geldig gepubliceerd in 1983 door Ponder.